# Нев'янський міський округ
Нев'я́нський міський округ (рос. Невьянский городской округ) — адміністративна одиниця Свердловської області Російської Федерації.
Адміністративний центр — місто Нев'янськ.

## Населення
Населення міського округу становить 41171 особа (2018; 42742 у 2010, 46359 у 2002).

## Склад
До складу міського округу входять 37 населених пунктів, які об'єднані у 5 територіальних відділів:
| Населений пункт                    | Населення, осіб (2002) | Населення, осіб (2010) |
| ---------------------------------- | ---------------------- | ---------------------- |
| Аятський територіальний відділ     |                        |                        |
| Аятське, село                      | 876                    | 746                    |
| Гашені, присілок                   | 2                      | 4                      |
| Кіпріно, село                      | 322                    | 325                    |
| Коньово, село                      | 722                    | 647                    |
| Корели, село                       | 58                     | 50                     |
| Кунара, село                       | 183                    | 143                    |
| Плотина, село                      | 0                      | 0                      |
| Осиновка, присілок                 | 175                    | 157                    |
| П'янково, присілок                 | 136                    | 30                     |
| Сосновка, присілок                 | -                      | 5                      |
| Шайдуріха, село                    | 420                    | 446                    |
| Биньгівський територіальний відділ |                        |                        |
| Анік, селище                       | 4                      | 3                      |
| Биньги, село                       | 2296                   | 2277                   |
| Биньговський, селище               | 59                     | 47                     |
| Верхні Таволги, присілок           | 204                    | 142                    |
| Горільський, селище                | 0                      | 0                      |
| Нев'янка, присілок                 | 7                      | 14                     |
| Нижні Таволги, присілок            | 447                    | 367                    |
| Осиновський, селище                | 8                      | 26                     |
| Ребристий, селище                  | 899                    | 877                    |
| Сербішино, присілок                | 56                     | 44                     |
| Середовина, селище                 | 286                    | 247                    |
| Ударник, селище                    | 148                    | 143                    |
| Федьковка, село                    | 169                    | 163                    |
| Холмистий, селище                  | 1                      | 1                      |
| Калиновський територіальний відділ |                        |                        |
| Аять, селище                       | 875                    | 904                    |
| Калиново, селище                   | 2949                   | 2554                   |
| Нев'янський Рибзавод, селище       | 4                      | 1                      |
| Приозерний, селище                 | 9                      | 13                     |
| Таватуй, селище                    | 568                    | 439                    |
| Таватуй, село                      | 470                    | 385                    |
| Таватуйський Дитдом, селище        | 61                     | 62                     |
| Нев'янський територіальний відділ  |                        |                        |
| Нев'янськ, місто                   | 26644                  | 24567                  |
| Цементний територіальний відділ    |                        |                        |
| Вересковий, селище                 | 382                    | 393                    |
| Забільний, селище                  | 213                    | 163                    |
| Цементний, селище                  | 6072                   | 5808                   |
| Шурала, село                       | 590                    | 459                    |
| Шурала, селище                     | 44                     | 90                     |

У грудні 2018 року було ліквідоване селище Горільський.

## Найбільші населені пункти
| № | Населений пункт | Населення, осіб (2002) | Населення, осіб (2010) |
| - | --------------- | ---------------------- | ---------------------- |
| 1 | Нев'янськ       | 26 644                 | 24 567                 |
| 2 | Цементний       | 6 072                  | 5 808                  |
| 3 | Калиново        | 2 949                  | 2 554                  |
| 4 | Биньги          | 2 296                  | 2 277                  |